# Ngựa lông xoăn

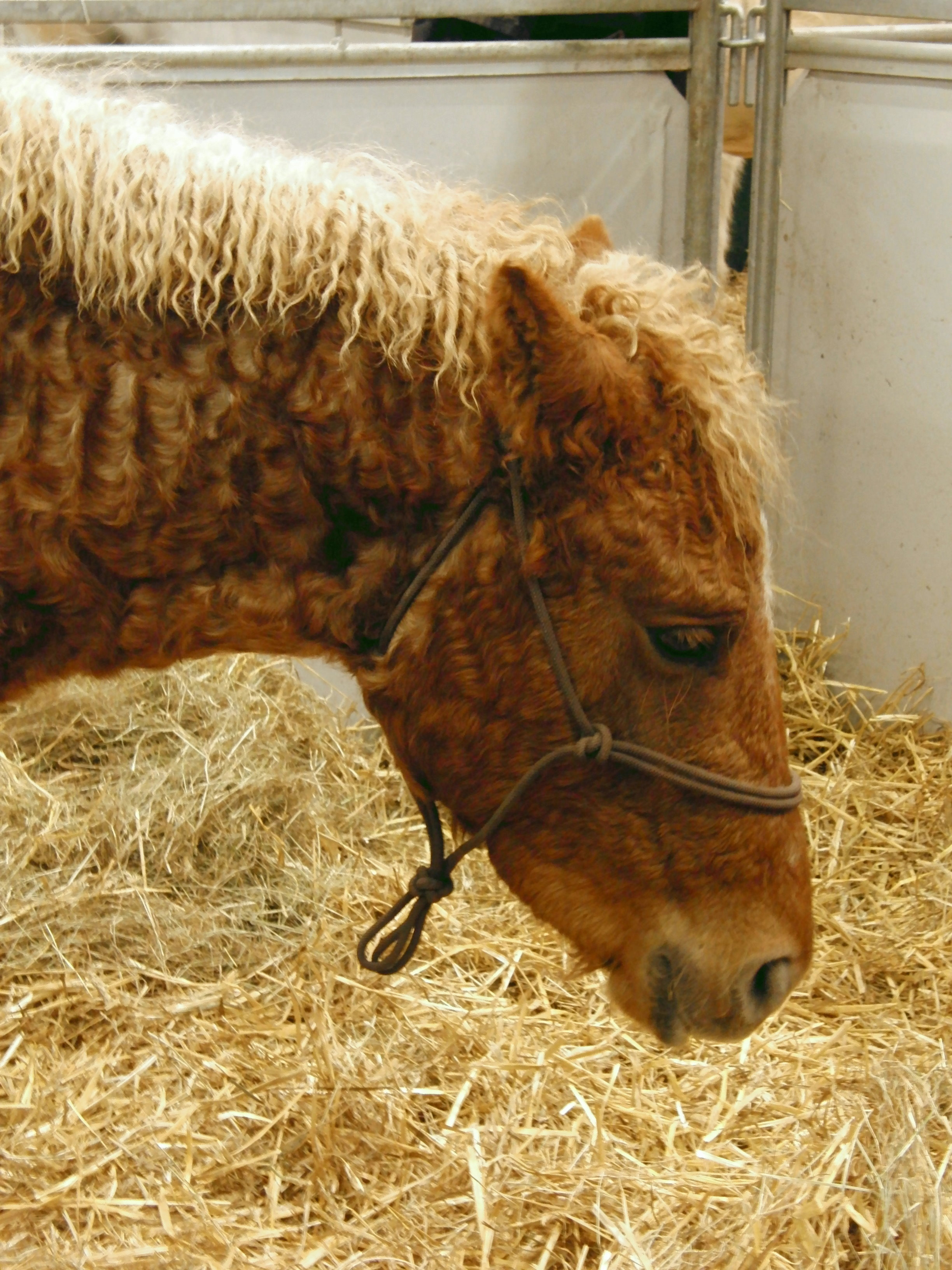
Một con ngựa lông xoăn

Ngựa lông xoăn hay còn gọi là ngựa lông xoăn Bắc Mỹ (còn được biết đến với cái tên Bashkir Curlies, American Bashkir Curlies) là một giống ngựa đặc biệt có nguồn gốc được cho là ở Bắc Mỹ, chúng có đặc trưng bới bộ lông xoăn tít. 

## Lịch sử
Giống ngựa lông xoăn không phải là một giống ngựa mới, đây là một giống ngựa đã có từ lâu đời, tính năng gen độc đáo đã khiến chúng có được bộ lông xoăn thời thượng và nổi bật, nguồn gốc của ngựa lông xoăn quý hiếm hiện vẫn đang là chủ đề gây tranh cãi. Tuy vậy, hình ảnh của chúng đã xuất hiện trong tác phẩm nghệ thuật Trung Quốc từ năm 161 sau Công nguyên và Charles Darwin đã ghi lại hình ảnh chi tiết của chúng ở Nam Mỹ vào thế kỷ 19. Người Ấn Độ thậm chí coi ngựa lông xoăn là động vật linh thiêng, chỉ có những người lãnh đạo và những người đàn ông làm nghề chữa bệnh cứu người mới được phép cưỡi.
Hiện nay, ngựa lông xoăn được các hiệp hội, và tổ chức sau công nhận là một giống ngựa:
- The American Bashkir Curly Registry (ABCR) bắt đầu từ năm 1971
- The International Curly Horse Organization (ICHO) bắt đầu từ năm 2000
- Curly Sporthorse International (CSI) bắt đầu từ năm 2003
- Canadian Curly Horse Association (CCHA) bắt đầu từ năm 1993

## Đặc điểm
Ngựa lông xoăn có rất nhiều màu sắc, kích cỡ giống như các giống ngựa khác nhưng nổi bật hơn nhờ bộ lông xoăn như lông cừu vô cùng độc đáo. Ngựa lông xoăn được gọi là ngựa không gây dị ứng hay ngựa hypoallergenic bởi chúng được sinh ra mà thiếu đi một loại protein có trong lông có thể gây ra phản ứng dị ứng ở một số người. Chúng cũng được đánh giá là những con ngựa có khả năng chịu đựng tuyệt vời.
Bộ lông xoăn này giúp những con ngựa kỳ lạ có hình thức khác biệt, bắt mắt mà còn giúp chúng tăng cường sức chịu đựng trong mùa đông giá lạnh và khắc nghiệt. Chúng được biết đến là có tính cách bình tĩnh, thông minh và thân thiện, ngựa lông xoăn thể hiện bản thân cực tốt khi huấn luyện. Ngựa lông xoăn cũng được đánh giá cao về sự trung thành và dễ bảo. Chúng rất đáng tin cậy và khi lao động sẽ có trách nhiệm tuyệt đối. 